# Scraptia alutacea
Scraptia alutacea es una especie de coleóptero de la familia Scraptiidae.

## Distribución geográfica
Habita en Marruecos.